# Bomarea andimarcana
Бомарея андимаркана (лат. Bomarea andimarcana) — вид многолетних листопадных клубневых лиан рода Бомарея семейства Альстрёмериевые.

## Ботаническое описание
Клубневая многолетняя травянистая лиана. Стебли пряморастущие, опирающиеся, лазящие, длиной около 2—3 м.
Листья от 5 до 12 см длиной, очерёдные ланцетные, выглядит почти коричневыми, опушены белыми довольно длинными волосками.
Цветки трубчатые, 4—5 см длиной, бледно-жёлтые, местами со светло-красным окрашиванием, на кончиках — зеленоватые; слабо зигоморфные, собраны в поникающие верхушечные цимозные соцветия — зонтик.
Растение холодостойкое до 0 °С.

## Ареал
Обитает в лесистых областях Перу.

## Применение в культуре
Для вертикального озеленения. В условиях умеренного климата: летом — как контейнерное растение в саду, на террасе, для перезимовки установить в холодную теплицу; В более тёплых безморозных областях сажают в открытый грунт; применяют для озеленения стен, пергол, арок.

## Агротехника
Посадка. Для посадки используют обычный питательный садовый субстрат с добавлением крупного промытого песка, сажают на солнечном месте, слегка затенённом в полдень. Растение нуждается в опоре.
Уход. В период роста обильно поливают, подкармливают 1 раз в месяц жидким комплексным удобрением. Зимой полив сократить, субстрат должен быть только слегка влажный. Усохшие побеги срезать у поверхности субстрата.
Пересаживание. Ранней весной пересаживают в свежий субстрат, или меняют только верхний слой почвы в горшке.
Размножение. Семенами — весной, посев при температуре 13—16 °С. Делением клубней у хорошо разросшихся растений при весенней пересадке.
Болезни и вредители. При содержании в помещениях: теплицах и зимних садах поражается клещиком (лат. Tetranychus urticae), белокрылкой (лат. Trialeurodes vaporariorum), тлёй (лат. Aphididae).